# Myriotrochus bathybius
Myriotrochus bathybius är en sjögurkeart som beskrevs av Clark 1920. Myriotrochus bathybius ingår i släktet Myriotrochus och familjen hjulsjögurkor. Inga underarter finns listade i Catalogue of Life.